# Nuke (contentmanagementsysteem)
Een nuke is een eenvoudig contentmanagementsysteem dat gericht is op het maken van nieuws- en gemeenschapswebsites.
Nukes voorzien in een basisfunctionaliteit in de vorm van gebruikersbeheer en het bewerken van nieuwsberichten, en voegen meer functionaliteit – zoals forums en kalenders – toe met behulp van modules.

## Voorbeelden
- PostNuke
- PHP-Nuke